# Reichenbach-Distanzmesser

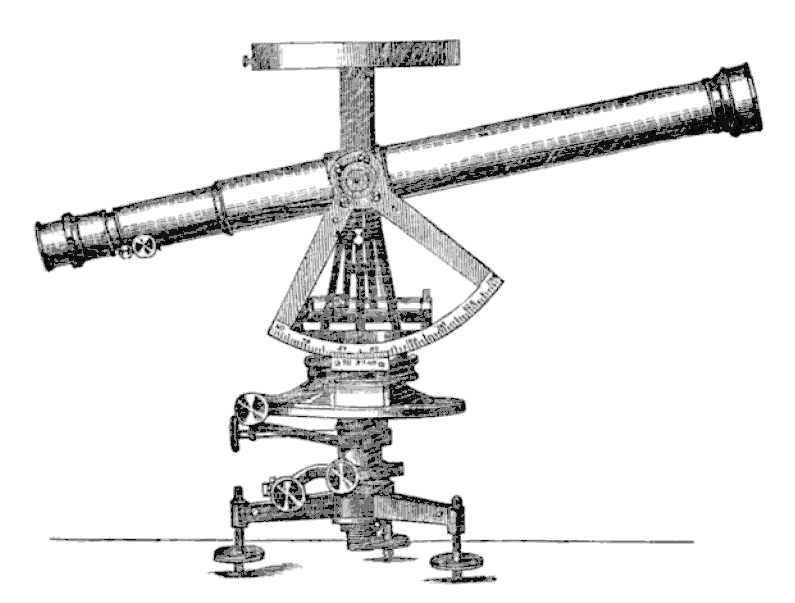
Tachymeter mit Reichenbach'schem Distanzmesser mit Vertikalkreis nach Sickler

Der Reichenbach-Distanzmesser, Reichenbach'scher Distanzmesser oder Distanzmesser nach Reichenbach war ein im 19. Jahrhunderts vielverwendetes Instrument zur optischen Entfernungsmessung. Es wurde um 1810 vom Feinmechaniker Georg von Reichenbach in München erfunden und im  Mathematisch-Feinmechanischen Institut von Reichenbach und Josef Fraunhofer produziert. Die Fertigung ging um 1815, mit besten Fraunhofer-Objektiven ausgestattet, auf die Werkstätte "Utzschneider und Fraunhofer in München" über.
Das Messinstrument ist eine Vorstufe des geodätischen Universalinstruments und hat neben den ins Fernrohr-Okular eingebauten Reichenbachfäden einen genauen Höhenkreis. Damit kann die gemessene Schrägdistanz auf die horizontale Strecke umgerechnet werden.